# Tomaž Planina
Tomaž Planina [tomáž planína], slovenski jamski fotograf, jamar in botanik, * 17. marec 1934, Škofja Loka, † 31. december 2014, Laško.
Planina velja za enega najpomembnejših slovenskih jamarjev in speleologov druge polovice preteklega stoletja. Za jame se je navdušil pri naravoslovnem krožku Pavla Kunaverja v srednji šoli ter kasneje deloval v Društvu za raziskovanje jam Ljubljana, kjer je bil predsednik dva mandata. V njegovem času je društvo težišče svojega delovanja premaknilo iz jam nižinskega krasa na raziskovanje globokih jam, kjer so predvsem v visokogorju dosegli uspehe mednarodnega pomena. V jamski fotografiji je izpopolnil osvetljevanje z elektronskimi bliskavicami, s čimer je bistveno pripomogel h koncu onesnaževanja, ki ga je povzročala pirotehnična osvetlitev s svetilnim prahom. Planina je bil začetnik laboratorijskega preizkušanja vrvi, še posebej v povezavi z vozli, prispeval pa je tudi k razvoju vrvnih zavor pri tehniki enojne vrvi. Od leta 1977 naprej je sodeloval pri urejanju revije Naše jame.

## Življenje in delo
Planina se je rodil v Škofji Loki, očetu Francetu Planini, geografu, kartografu, biologu, upravniku Prirodoslovnega muzeja Slovenije in mami Marinki Planina. Po osnovni šoli in gimnaziji v Ljubljani, kamor se je preselila družina, je leta 1957 diplomiral na Biotehniški fakulteti Univerze v Ljubljani. Naslov njegovega diplomskega dela je bil Ligusticum seguieri v jugovzhodnih apneniških Alpah – o bleščeči velestiki iz družine kobulnic, Apiaceae.
Kljub svojim dosežkom v botaniki, njegov herbarij je bil zelo znan in upoštevan, se ni odločil za nadaljevanje akademske poti, ampak se je zaposlil v Razvojno-tehnološkem centru podjetja Iskra elektronika in avtomatika. Posvetil se je področju korozije električnih kontaktov, pogojene z biološkimi dejavniki in onesnaženjem zraka. Delal je na različnih položajih, tudi kot vodja raziskovalnih projektov, in v tej stroki ostal vso svojo poklicno pot.

### Jamarstvo
Ekskurzije v jame naravoslovnega krožka na klasični gimnaziji, ki jih je vodil glavni pobudnik jamarstva v Sloveniji, Pavel Kunaver, so bile izredno priljubljene in so za jame navdušile tudi Tomaža Planino. Leta 1950 se je v starosti 16 let včlanil v Društvo za raziskovanje jam Ljubljana in leta 1954 v Slovenski kataster jam prispeval prve tri jame, vse s krasa nad Vrhniko. Do leta 1992 je napravil zapisnike za 51 novih jam, večinoma iz nižinskega krasa.
Med leti 1953 in 1956 je Planina sodeloval v prvih raziskovanjih visokogorskega krasa, na Malih podih pod Skuto v Kamniško-Savinjskih Alpah. V naslednjih letih je sodeloval tudi v več odpravah v Triglavsko brezno na podih pod Triglavom, 2.377 m nad morjem, kjer je prodor v večje globine ustavil neprehodni ledeni čep na globini 274 m. Skupaj z Jožetom Štirnom je napisal pregledni članek o visokogorskem krasu, ki je bil objavljen po njegovi smrti. Sredi šestdesetih let je prišlo do menjave generacij v Društvu za raziskovanje jam Ljubljana, predvojna generacija se je umaknila mladim jamarjem. Ti so takoj zastavili veliko smelejše cilje, opogumljeni z velikim uspehom leta 1963, ko je majhna skupina mladih članov prebila pasažo na koncu Najdene jame. Jama, ki jo je Viljem Putik odkril konec 19. stoletja nad požiralniki reke Unice, je bila dolga le 250 metrov, domnevali pa so, da je v bližini podzemska reka. Po preboju do stalno tekoče reke sicer niso prišli, odprla pa se je velika jama, dolga 5 km.
Planina je vodil društvo v letih od 1967 do 1971 ter od 1984 do 1986 in pod njegovim vodstvom so sledile odprave v zelo globoke jame. Največji odmev je imela 20-članska odprava leta 1969 v Žankano jamo, kakor ji pravijo domačini, v bližini vasi Rašpor v Istri na Hrvaškem. Gre za požiralnik krajevnega potoka, ki poleti presuši, po nekaj začetnih manjših stopnjah pa se odpre veliko, 200 m globoko notranje brezno. Med 1. in 2. svetovno vojno, ko je Istra pripadla Italiji, je bila jama v literaturi poimenovana Abisso Bertarelli; raziskali so jo je v letih 1924 in 1925. Z globino 450 m je bila od leta 1924 do 1926 znana kot najgloblja jama na svetu. Po letu 1959 je bila to najgloblja jama v Jugoslaviji, pred Gotovžem (tudi v hrvaški Istri, –420 m) in slovenskim Jazbenom (–365 m).
Ker se je pogosto dogajalo, da so italijanski raziskovalci jamam v slovenskem primorju namerili precej večjo globino od resnične, je bil eden od ciljev odprave tudi natančnejša nova izmera. Odprava je dosegla prej znano dno jame, italijanski sifon, na –346 m in napredovala po dolgem nizkem in blatnem vodoravnem rovu še do slovenskega sifona, na –361 m. Nova globina bi jamo premaknila na tretje mesto na jugoslovanski globinski lestvici. Odprave DZRJL v Gotovž in Jazben, kmalu zatem, so globino Gotovža zmanjšale na 320 m, Jazbena pa na 334 m in Žankana jama je ostala na vrhu. Ti dosežki so DZRJL postavili na vrh jugoslovanskega jamarstva tistega časa.
Naslednja velika odprava, ki jo je vodil Planina, je bila v Brezno pri gamsovi glavici nad Bohinjskim jezerom septembra 1972. Jamo so leta 1969 odkrili jamarji Jamarske sekcije Planinskega društva Železničar, tudi iz Ljubljane. Leta 1969 so ga raziskali do globine 40 m, do –170 m leta 1970, do –475 m leta 1971 in do –615 m avgusta 1972, na odpravi, pri kateri je sodeloval tudi Jurij Andjelić-Jeti, član DZRJL, in se dobro seznanil z jamo. Globine pa niso bile merjene, samo ocenjene, zato je bila naloga odprave DZRJL jamo izmeriti in poiskati morebitno nadaljevanje. Globino jame so popravili na 444 m, s čimer ni bila več prva, še vedno pa druga najgloblja jama v Jugoslaviji, in našli tudi nadaljevanje. V naslednjih letih so odprave DZRJL jamo poglobile na 817 m.
V Sloveniji se je Planina ukvarjal predvsem z jamami na območju Cerkniškega jezera in Planinskega polja, rad je hodil v Rakov Škocjan, Križno jamo in Najdeno jamo. Zunaj Slovenije je dobro poznal gorovji Velebit na Hrvaškem in Durmitor v Črni gori – nekatere dele teh predvsem botanično bogatih območij je poznal bolje kot domačini.

### Preizkušanje vrvi
V sedemdesetih letih, ko je tehnika enojne vrvi nadomestila uporabo žičnih jamarskih lestvic in poenostavila ter olajšala premagovanje globokih brezen, se je Planina začel zanimati za varnostni vidik nove tehnike. Jamar ni več plezal po lestvicah z dvojno pleteno žico in bil poleg tega še varovan z vrvjo v rokah kolega nad breznom in so zato stik vrvi s steno, ustreznost vrvne zavore za spuščanje in prižem za vzpenjanje, ter s tem povezana obraba vrvi postali ključnega pomena. V laboratoriju je preizkušal pretržno obremenitev vrvi, pri čemer je upošteval njeno starost, način impregnacije, obrabo, in vozle, s katerimi je bila vrv pričvrščena. Planina je bil tudi med ustanovitelji slovenske jamarske reševalne službe in od leta 1977 do smrti član uredniškega odbora osrednje slovenske jamarske revije Naše jame.

### Jamska fotografija
Tomaž Planina je bil tretji v vrsti velikih slovenskih jamskih fotografov, za Bogomilom Brinškom (1884–1914) in Francijem Barom (1901–1988), od katerega se je učil. Že v šestdesetih letih je začel uporabljati zrcalnorefleksni fotoaparat na 35 mm film namesto fotoaparatov na meh in plošče, ki so bili takrat običajni v jamski fotografiji. Planina je tudi opustil osvetljevanje s svetilnim prahom, ki zelo onesnažuje okolje v jami, in ga nadomestil z elektronskimi bliskavicami. Bil je prvi na Slovenskem, ki je izpopolnil osvetljevanje z njimi v takih razmerah. Primerna osvetlitev velikih podzemnih prostorov, še posebno s površinami, ki slabo odbijajo svetlobo, kakršna je na primer ilovica, zahtevajo večje število bliskov, navadno tudi z več osvetljevalnih mest. Da bi usposobil elektronsko bliskavico za uporabo v takem okolju, je Planina dodal zmogljivejši zunanji akumulator, ki je skrajšal obnovitveni čas bliskavice na le nekaj sekund in omogočil več sto bliskov. Fotografsko je dokumentiral odprave DZRJL v šestdesetih in sedemdesetih letih, njegovi najboljši posnetki pa so nastali v Križni jami pri Ložu. Planinove fotografije iz jam so bile redno objavljane v naravoslovnem tisku, uporabljali so jih za promocijo jam, objavil pa je tudi več člankov o jamah in o tehniki fotografiranja v njih.

## Fotogalerija
- Spust čez kladivo, 1961
- Heliktiti v Križni jami, 1966
- Pogon ročnega vitla, 1969
- Odprava DZRJL na Vogarju, 1972
- Ponor v Križni jami, 1973
- Čimborazo nad jezerom, 1973
- Aragonitni kristali, 1973
- Kapniki in aragonit, 1973
- Kapniški steber, 1975
- Po lestvicah ob jamski steni, 1975
- Visokogorsko brezno, 1982
- Čolniček v pasaži, 1996

## Zadnja leta
Zgodaj poleti leta 1994, med pohodom na Jalovec se je večja skala prikotalila po zasneženem kuloarju in Planini zdrobila nogo pod kolenom. Po večletnem okrevanju, zaradi katerega je moral končati svojo poklicno pot, je spet lahko hodil, ni si pa nikoli več popolnoma opomogel. Umrl je tik pred novim letom 2015 zaradi posledic dolgotrajne neozdravljive bolezni.

## Zapuščina
Delo Tomaža Planine je vtkano v veliko dosežkov njegovega matičnega Društva za raziskovanje jam Ljubljana in slovenskega jamarstva nasploh, pomemben je njegov prispevek k izboljšanju in povečanju varnosti jamarske opreme. Spoštoval je nedotaknjen jamski svet in tlakoval pot do take jamske fotografije, ki v nasprotju s prejšnjimi tehnikami osvetljevanja ni več onesnaževala okolja. Veljal je za most med generacijami in velikega učitelja, v spominu se je ohranil po iznajdljivosti pri reševanju problemov, posebnem smislu za humor (Tomaž, b..e draž) in izrednem navdušenju za jame in jamarstvo.